# François Compaoré
Pour les articles homonymes, voir Compaoré.
Paul François Compaoré, né le 11 janvier 1954 à Ouagadougou, est un agronome et homme politique burkinabé. Il est le frère de Blaise Compaoré, président du Burkina Faso de 1987 à 2014.

## Biographie
Reporters sans frontières (RSF) a affirmé le 20 octobre 2006 que le rapport d'enquête de la Commission d'enquête indépendante (CEI) sur l'assassinat de Norbert Zongo avait été expurgé d'éléments mettant en cause François Compaoré et un homme d'affaires proche du pouvoir, Oumarou Kanazoé. Plusieurs fois cités dans cette affaire, Compaoré et Kanazoé ont toujours nié toute implication.
À partir de 2008, François Compaoré commence à se mêler publiquement de politique, notamment via la Fédération associative pour la paix et le progrès avec Blaise Compaoré (Fedap-BC) qu'il parraine. Il est alors perçu comme un possible successeur de son frère à la tête de l'État burkinabé.
À la suite du soulèvement populaire des 30 et 31 octobre 2014, qui chasse son frère, Blaise Compaoré, du pouvoir, François Compaoré se réfugie, avec sa famille, au Bénin. Lors du pillage de sa maison, des restes macabres ainsi que des accessoires occultes auraient été découverts. L'enquête sur la mort de Norbert Zongo (et de trois de ses amis) est rouverte peu après.
Compaoré est interpellé le 29 octobre 2017 par la police française à son retour d'Abidjan à l'aéroport de Paris-Charles de Gaulle, sur la base d'un mandat d'arrêt émis le 5 mai 2017 par les autorités du Burkina Faso. Le Burkina Faso l'accuse d'être impliqué dans l'affaire Zongo. Le 5 décembre 2018, la justice française autorise l'extradition de François Compaoré vers le Burkina Faso. La défense de François Compaoré indique qu'elle va former un pourvoi en cassation. Ce pourvoi est rejeté en juin 2019 par la Cour de cassation. Le 5 mars 2020, la France par décret autorise l'extradition de Compaoré vers le Burkina Faso. Cependant Compaoré n'est pas inculpé au Burkina Faso dans l'affaire Zongo,. Compaoré fait appel auprès du Conseil d'État pour annuler son extradition mais ce dernier confirme le décret du gouvernement le 30 juillet 2021. Compaoré fait alors appel auprès de la Cour européenne des droits de l'homme et le 6 août 2021, celle-ci suspend provisoirement la procédure d'extradition. Le 13 décembre 2023, la France rend caduque le décret ministériel de 2020 autorisant l’extradition de François Compaoré, vers le Burkina Faso.